# Années 1960 en Nouvelle-Calédonie
Les années 1960 couvrent la période de 1960 à 1969.
- 1960
- 1970
- années 1980
  - 1980
  - 1981
  - 1982
  - 1983
  - 1984
  - 1985
  - 1986
  - 1987
  - 1988
  - 1989
- 1990
- 2000
- 2010
- 2020

## Événements
- 15 avril 1962 : élections territoriales
- 9 juillet 1967 : élections territoriales